# Lago Łuknajno
El lago Łuknajno es un pequeño lago en el Distrito de los lagos de Masuria en el noreste de Polonia, en el voivodato de Varmia y Masuria. Se encuentra a aproximadamente a 5 km al este de la localidad de Mikołajki, cerca de la esquina noroeste del lago Śniardwy, el lago más extenso de Polonia. Łuknajno tiene una superficie de 6,8 km² y su profundidad máxima es de 3 m.
Este lago es un espacio de reserva natural, y desde 1977 ha sido incluido en la Reserva de la biosfera de la UNESCO y el Convenio de Ramsar, en atención a su importancia como establecimiento de aves de agua. Es parte de una gran Área protegida conocida como Parque protegido de Masuria.